# Presles (Val-d'Oise)
Presles is een gemeente in het Franse departement Val-d'Oise (regio Île-de-France) en telt 3728 inwoners (1999). De plaats maakt deel uit van het arrondissement Pontoise.

## Geografie
De oppervlakte van Presles bedraagt 10,0 km², de bevolkingsdichtheid is 372,8 inwoners per km².

## Verkeer en vervoer
In de gemeente ligt spoorwegstation Presles-Courcelles.
De onderstaande kaart toont de ligging van Presles (Val-d'Oise) met de belangrijkste infrastructuur en aangrenzende gemeenten.

## Demografie
Onderstaande figuur toont het verloop van het inwonertal (bron: INSEE-tellingen).

## Afbeeldingen

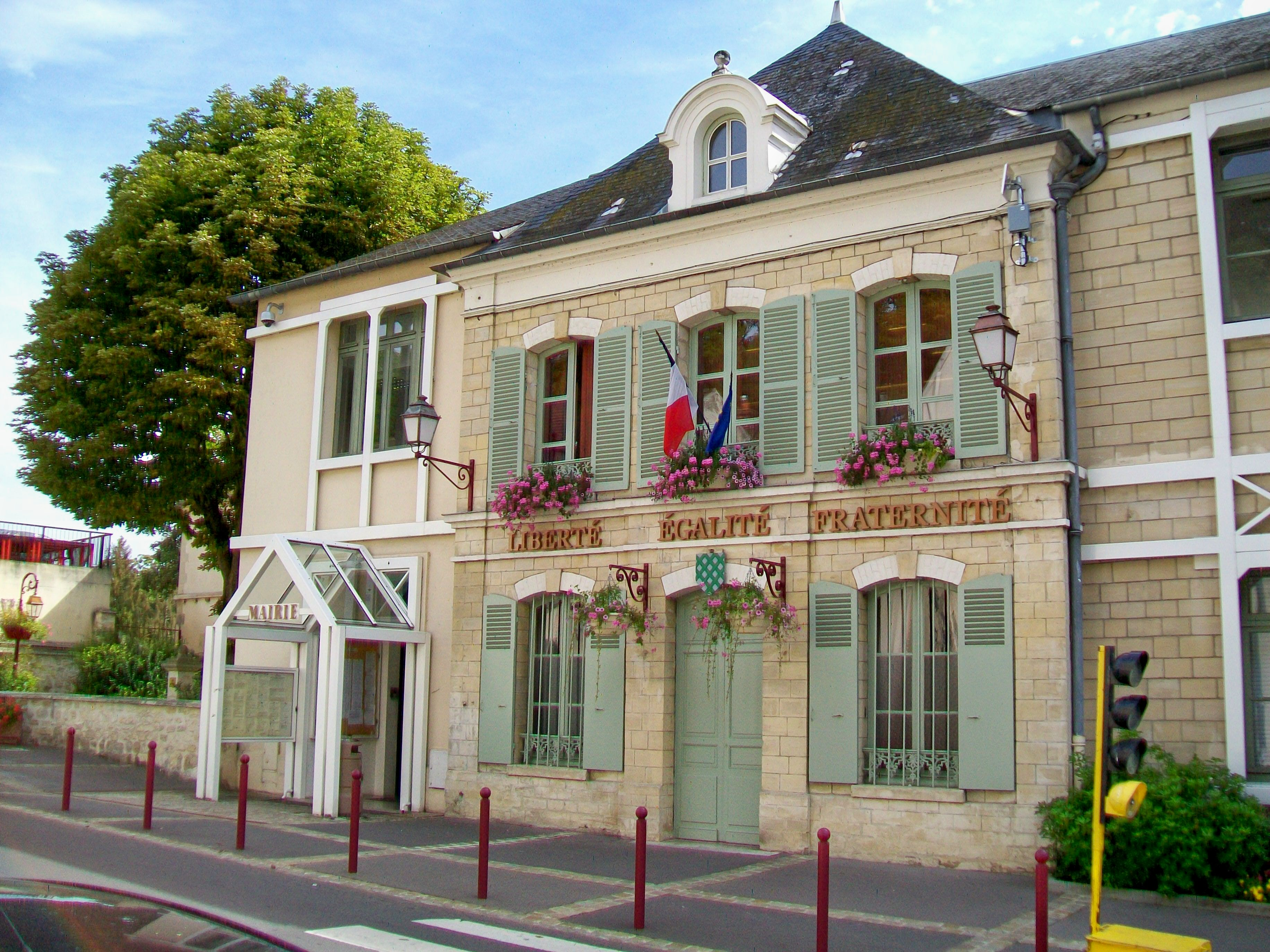
Gemeentehuis
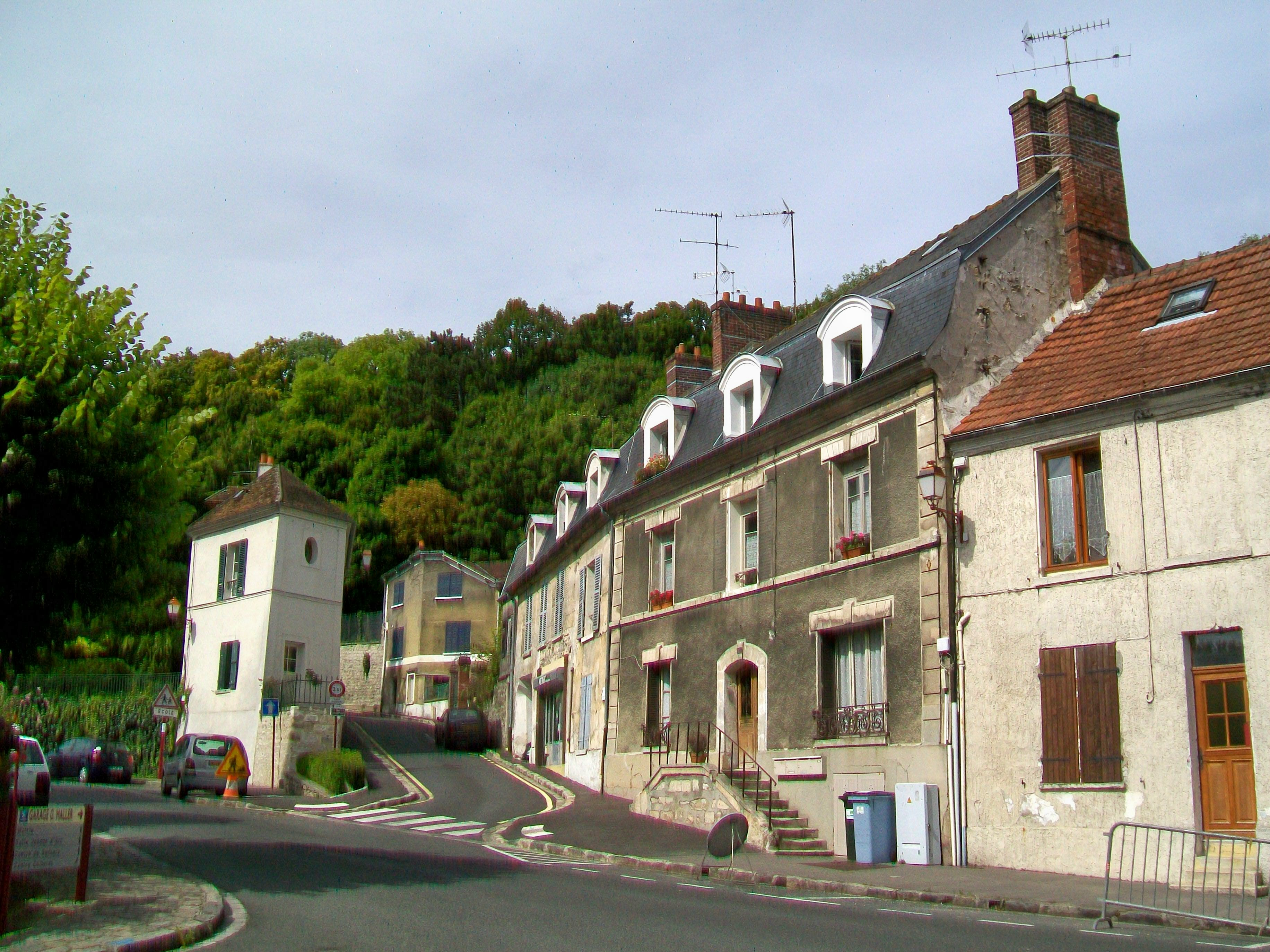
Rue Adalbert-Baut
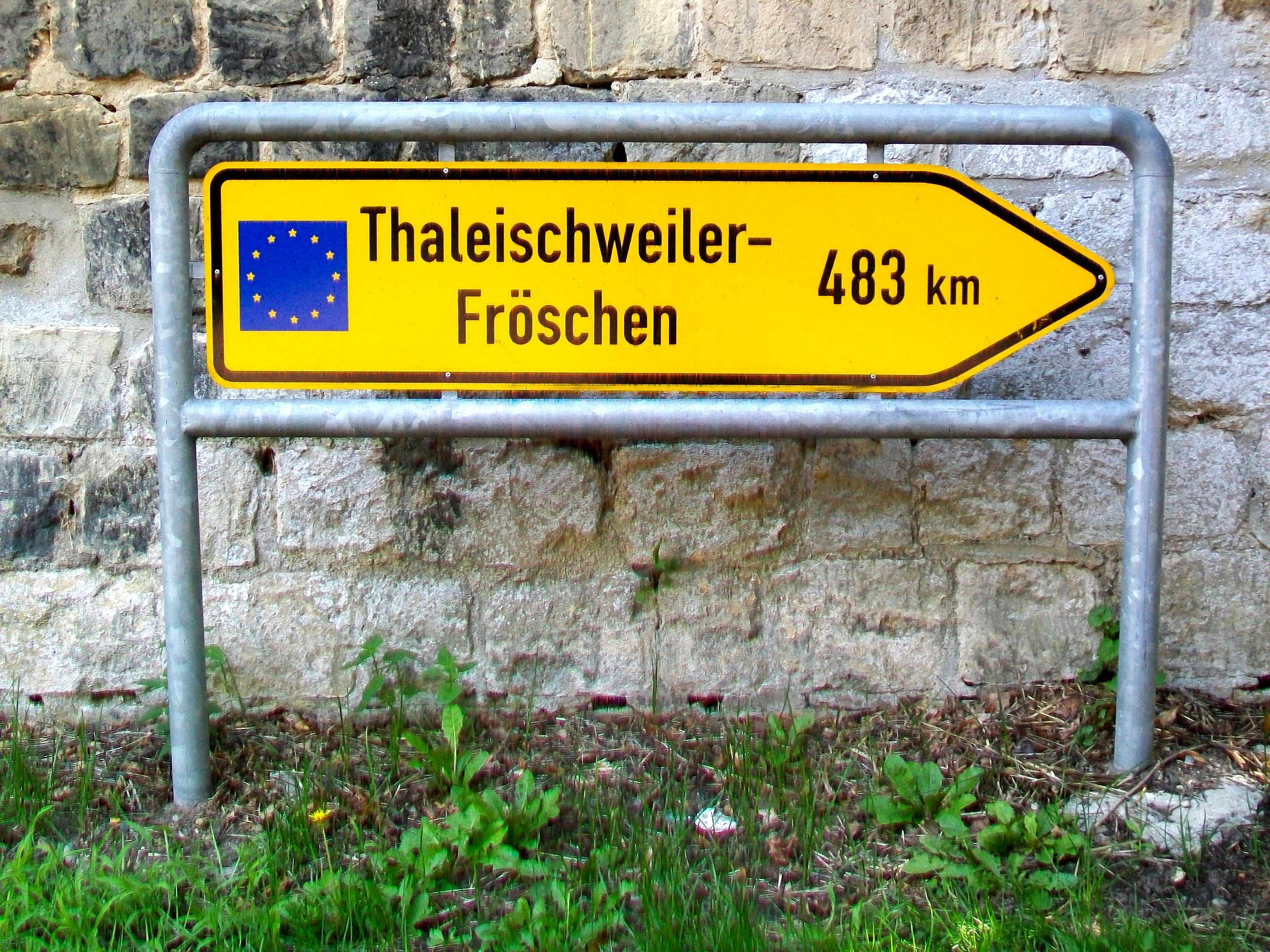
Wegwijzer naar partnerstad Thaleischweiler-Fröschen